# Runddysse von Aasholm
Der Runddysse von Aasholm liegt an der Straße Dysseholm, südlich des Holmevej, östlich von Gundsømagle bei Roskilde auf der dänischen Insel Seeland. Der Dolmen entstand zwischen 3500 und 2800 v. Chr. als Großsteingrab der Trichterbecherkultur (TBK). 

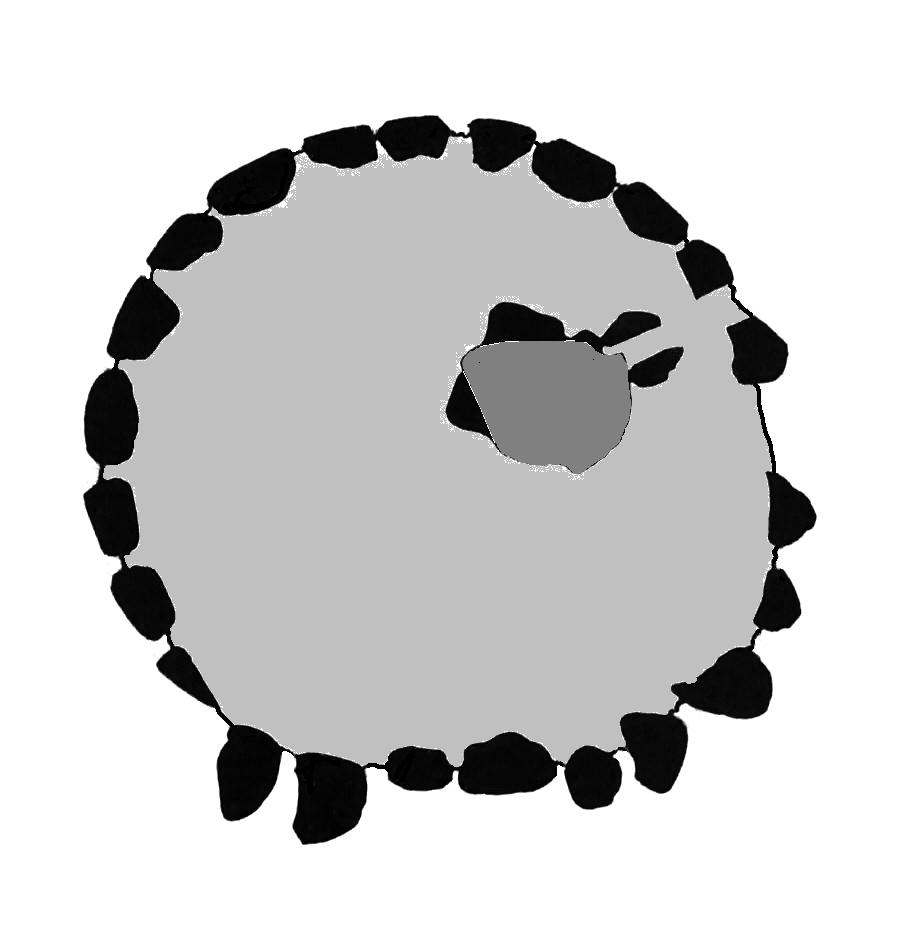
Grundriss eines Runddysse (Runddolmen) von oben gesehen, hier mit außermittiger Kammer

Der ovale Hügel misst etwa 10,5 × 7,5 m und hat eine Höhe von etwa 70 cm. Der Hügel liegt in flachem Gelände in der Nähe des sumpfigen Værebro-Flusstals. Der Deckstein des Dolmens in der Mitte ragt etwa 70 cm aus dem Boden. Es ist ein 1,5 m langer und 0,5 m breiter Urdolmen mit drei Tragsteinen und einem Deckstein mit Schälchen (dänisch Skåltegn). 16 Randsteine sind sichtbar. Der Besitzer des nahen Hofes hat einen Holzhaufen verbrannt, dabei sind zwei Randsteine durch Abplatzungen beschädigt worden. 